# Vila Rica (Paraguai)
Vila Rica (em castelhano: Villarrica), originalmente chamada Vila Rica do Espírito Santo (em castelhano: Villa Rica do Espirito Santo) é uma cidade e distrito do Paraguai localizada no departamento de Guairá. É a capital do departamento de Guairá. Cidade situada no centro-sul do Paraguai, foi fundada pelo capitão espanhol Rui Dias de Melgarejo em 14 de maio de 1570, no antigo Guairá, hoje território brasileiro. A cidade, de um perenne verde-azul, símbolo de sonhos e esperanças, convida a quem deseja comprovar que a natureza e a cultura podem coexistir como entidades afins e complementares.
Vila Rica conta com lugares que recordam parte da cultura paraguaia, como o monumento erigido em memória do poeta Manuel Ortiz Guerrero, filho predileto desta cidade. Como escreveu Bacón Duarte Prado: “ Vila Rica é a cidade da eterna juventude, talvez gerada pelas linfas do Ycuá Pytá e as brisas perfumadas oriundas do cerro sentinela”.
Originalmente foi fundada pelo espanhol Rui Dias de Melgarejo, a 350 km ao leste dos Salto del Guairá (onde hoje se situa o município paranaense de Fênix), em 14 de maio de 1570, com o nome de Vila Rica do Espírito Santo, definitivamente assentada desde 1682 nas colinas situadas nas cercanias do Ybytyruzu, ramificação da Cordillera de Caaguazu, a 180 msnm .
Tendo que se mudar 7 vezes devido às invasões paulistas bandeirantes, a população se viu na necessidade de se trasladar a 20 léguas ao Oeste. Em 1592 Ruy Díaz de Guzmán localiza-a a 100 km ao leste.
Em 1599 trasladou-a bem perto do Mboteitei, tributário do Rio Paraguai a 100 léguas de Assunção. Depois de longos anos de pacífica e laboriosa existência, a população sofreu em 1632 uma nova invasão dos mamelucos, depois de quatro anos de peregrinação acampou nas cercanias do Mbaracayu, para dois anos mais tarde 1634 o Governador Valderrama localizá-la nos campos de Yaru.
Em 1642 a população sofreu novo éxodo para Curuguaty, em 1662 evacuou novamente as terras do Mbaracayu para localizar-se nas proximidades do rio Curuguaty. Em 1674 saía de São Paulo uma expedição de caçadores de índios conduzidos por Francisco Pedrozo, que depois de cruzar o Paraná acima do Salto do Guaira, açoitou todas as terras situadas entre Guarambaré, Atyrá e povos vizinhos de Vila Rica, mas suas populações já se tinham dispersado e refugiado em lugares onde não podiam estar a graça destes terríveis invasores.
Em 1678 afirmaram-se o as cercanias do rio Tobatyry, lugar chamado "Espinillo". Mas como o lugar não era apropriado para a agricultura, somando à escassez de água, vários vizinhos foram comissionados em 1679 para reconhecer as condições do solo mas lá do Tebicuary, depois de prolija exploração, encontraram férteis terras nas imediações do Ybytyruzu. Assim foi que solicitaram ao Tte. Governador e Justiça Maior, autorização para trasladar a população ao lugar.
Em 25 de maio de 1682, concedeu licença para estabelecer-se em Ybytyruzu, sempre que dita licença seja aprovada pelo Rei, que o fez por Cédula Real despachada a bom retiro em 14 de março de 1701, aprovando a fundação definitiva de Villa Rica.

## Cidade Viajante
Devido à mal-estar que produziam as invasões de paulistas bandeirantes e ante a impotência de vencer"o açoite do oriente", a população se viu na necessidade de se trasladar a 20 léguas ao oeste. Em 1592 Rui Dias de Guzmán localiza-a a 100 km ao leste, de onde parte em março de 1593 a fundar a Santiago de Jérez. Em 1599 trasladou-a bem perto do Mbotetei, tributário do Rio Paraguai e a 100 léguas de Assunção.
O cabildo dos guaireños encabeçava esta peregrinação e, pediu ao Governador da Província, Rexé de Corvalán, permitissem-lhes radicarse próximo a Capital, mas dito servidor público denegó a permissão. Então os guaireños foram a localizar-se em Itape, de onde foram mais tarde desalojados a pedido do Procurador Geral de Assunção. Posteriormente o Governador da Província, ordenou aos mesmos, que procurassem um lugar distante, trinta léguas da Capital para radicarse. Foi assim que em 1678 se afirmaram nas cercanias do rio Tobatyrym lugar chamado "Espinillo". Mais, como o lugar não era apropriado para a agricultura, somando à escassez de água, vários vizinhos foram comisionados em 1679 para reconhecer as condições do solo para além do Tebicuary. Depois de prolixa exploração, encontraram terras férteis nas imediações do Ybytyruzu.
Assim foi que solicitaram ao Tte. Governador e Justiça Maior, autorização para trasladar a população ao lugar expressado mais acima. Em 25 de maio de 1682, concedeu licença para estabelecer-se os vizinhos em Ybytyruzu, sempre que dita licença aprovar pelo Rei, que o fez por Cédula Real despachada a bom retiro o 14 de março de 1701, aprovando a fundação definitiva de Villa Rica do Espírito Santo.
O lugar eleito foi a colina situada nas proximidades do Ybytyruzu, ramificação da Cordillera de Caaguazu, a 180 msnm, onde se encontra definitivamente sentada desde 1683 depois de um longo e penoso deambular. Em seu berço, diz-nos Ramón I. Cardozo, foi embalada pelos roncos do Canindeyu colosso, e hoje repousa riente nas auras do Ybytyruzu.

## Geografia
A cidade de Vila Rica encontra-se enclavada nas proximidades do Ybytyruzú, prolongamento da Cordillera de Caaguazú. Suas terras, altas, variadas e arborizadas, são aptas para o cultivo da cana de açúcar, madeiras e criação de diferentes tipos de gado.

## Clima
Possui um clima em geral muito benigno e saudável, com temperatura média de 21 °C. No verão, as máximas ascendem a 38 °C; no inverno, a mínima é de 1 °C. Chove profusamente nos meses de outubro e novembro. Por seu agradável clima, Vila Rica é considerada como uma panacea para a recuperação física e mental de quem a visitam.

## Demografia
Vila Rica conta com uma população de 56.385 habitantes, dos quais, 27.820 são varões e 28.566 são mulheres, segundo estimativas da Direcção Geral de Estatísticas, Encuestas e Censos. Bairros: Ybaroty, San Miguel de Carumbey, Estação, Santa Librada, Santa Lucia, San Blas. Tuyutimí.

## História
No século XVI já estavam as populações de Ontiveros e Cidade Real. Desde esta última partiu o espanhol Rui Dias de Melgarejo com 40 homens e 53 cavalos rumo ao leste, onde supunha encontraria minas de ouro e prata.
Ao chegar às terras do Cacique Cuaracyberá, ao oriente dos Saltos de Guairá, fundou uma nova população em 14 de maio de 1570, a que baptizou com o nome de Villa Rica do Espírito Santo. O nome teve sua origem na crença de que nas cercanias existia abundante ouro e prata, e por coincidir com a festividade do dia em que se fundou.
Devido ao assédio permanente dos bandeirantes, a cidade sofre um processo migratorio, ocupando sete lugares diferentes dantes que o actual. Daí o qualificativo de “Andariega”.
Em 1682 estabelece-se em sua actual localização, povoando-se desde então. Os misioneros franciscanos ajudaram em seu processo de consolidação, fundando no ano 1866 a redução guaraní de Itapé.
Em 1906 cria-se o 4º Departamento, conformado, além de Vila Rica, por Itapé, Mbocayaty e Yataity. Durante o século XX, a exploração florestal e yerbatera da zona, vinculada estreitamente à rica região de Caaguazú, e tomando em conta a importância do centro urbano de Vila Rica, propiciam que o ferrocarril cruze deste a oeste uma grande parte do território departamental, contribuindo esta via de comunicação ao desenvolvimento do departamento.

## Economia
As principais atividades produtivas na cidade são produção de  horticultura, criação de animais menores, produção de leite, cañicultura, indústria açucareira, produção artesanal, indústria têxtil, serviços e comércio.

## Transporte
O município de Villarica é servido pelas seguintes rodovias:
- Caminho em pavimento ligando a cidade ao município de San Salvador
- Caminho em terra ligando a cidade ao município de Itapé
- Caminho em pavimento ligando a cidade ao município de Paraguarí (Departamento de Paraguarí)
- Ruta 08, que liga a cidade de San Estanislao ((Departamento de San Pedro) ao município de Coronel Bogado (Departamento de Itapúa).[4][5][6]

## Educação
No campo educativo, conta com a Universidade Católica, a mais antiga no interior do país, e filiais da Universidade Nacional e Universidade do Norte. Possui também numerosos colégios e institutos, entre os que sobressaem o Colégio Nacional, Colégio Ortiz Guerreiro, Colégio Técnico Vocacional, Seminário Diocesano, Escola Regional de Agricultura, Instituto Profissional Feminino, Escola de Artes e Oficios Pío XII. Funcionam também na cidade numerosos centros de Educação Inicial e Básica. Vila Rica é sede do Centro Regional de Educação.

## Cultura
Vila Rica é considerada, por não poucos especialistas, como a segunda cidade do país em importância, desde o ponto de vista cultural. Entre as entidades sociais, culturais e desportivas, destacam-se: “ O Clube Porvenir Guaireño”, “ O Centro Espanhol”, “ O Clube de Leões”, “ Instituto de Cultura Hispânica”, “ Teatro Municipal” “ Orquestra de Câmara” “ Escola Municipal de Danças, Declamación, Oratoria, Guitarra”, “ Associação de Produtores de Cana de Açúcar”, “ Une Guaireña de Futebol” e “ Une Guaireña de Basquetbol”.
Na cidade existem várias emissoras de rádio, circuito fechado de televisão Telecable e o Canal 8. Em matéria de cultura intangible, os villarriqueños conservam no repertório popular diferentes mitos e lendas, como o póra, pombero, jasy jateré, kurupí, urutau, karau, jakare, entre outros.
Entre as tradições de origem europeia, mantêm-se vivas as festas patronais, dia da cruz, romerías, corrida de touros, carreira de cavalos, riña de galos, bem como também dances, danças, vestidos e adornos femininos, veladas, conjuntos, etc. Turismo: Em Vila Rica, a natureza faz-se amiga e confidente dos seres humanos que ali habitam, ou dos que se sentindo atraídos por sua bem ganhada fama de lugar paradisiaco, se decidem a percorrer sua geografia, conhecer sua história e beber da savia vivificante de sua cultura.
Um dos lugares mais visitados da cidade é o Parque Manuel Ortiz Guerrero, dantes de 1936, Ycua Pyta. Como em nenhum outro rincão da cidade, aqui palpita a alma de Vila Rica. A natureza aprazível e acolhedora do lugar ajuda a esquecer-se do duro quehacer e dos pesares que pudessem afligir. Lugar ideal para a relajación do corpo e o espírito.
O Parque Manuel Ortiz Guerrero, encontra-se localizado num recodo do ângulo nordeste da cidade, entre os bairros Ybaroty e San Miguel. A princípios da década do sessenta foi erguida uma escultura em memória do poeta villarriqueño. A obra artística deve-se ao escultor guaireño Javier Báez Rolón.
O 8 de maio de 1983, em ocasião do cinquentenário de sua morte, as cinzas do poeta foram trasladadas ao parque, cumprindo-se assim com um velho anseio da cidadania. Desde esse dia, baixo uma perene sombra verde, o poeta repousa na mesma terra que fecundou a essência de sua alma. Seus versos seguem vibrando baixo a mirada atenta e azul de sua entrañable Ybyturuzú.
Outro dos centros culturais de visita obrigatória é o Museu e Biblioteca Municipal “Mestre Fermín López", no que se conservam pertences pessoais de Natalicio de María Talavera, Fermín López, armamentos e munições da Guerra do Chaco, uma colecção de moedas e bilhetes paraguaios; bem como também, arcos, setas e machados de fabricação indígena.
No museu podem-se apreciar, entre outros muitos objectos, móveis antigos, máquinas em desuso, pinturas, fotografias e várias peças de arte sacro doadas pela diocese de Vila Rica.

## Personagens ilustres
Ruy Díaz de Guzmán: (1554-1629) audaz conquistador. Filho da província do Guairá, Fundador de povos. Considerado o primeiro historiador nacional. Neto de dom Domingo Martínez de Irala, primeiro Governador do Paraguai. Representante da fusão de duas civilizações; a espanhola e a guaraní.
Manuel Ortiz Guerrero: (1899-1933) o maior e conhecido dos poetas guarieños. Nasceu, viveu e morreu poeta. Fez da poesia sua razão de existir. Seus versos conseguiram penetrar no fundo do espírito nacional. A terra guaireña o impregnó de seu aroma e encantos, em mudança, ele lhe brindou sua poesia transfigurada em luz. Sua vida foi exemplo de dignidade, luta e correcção.
Natalicio de María Talavera: (1839-1867) figura inicial do parnaso paraguaio. Representante significativo da intelectualidad em momentos em que a poesia de Paraguai dava seus primeiros passos. Sua obra apresenta-se baixo a forma de fragmentos dispersos. A Guerra da Tríplice Aliança devorou grande parte dela. Não foi Talavera um poeta de vida ociosa e presenteada. Viveu a tragédia da pátria, a quem cantou-lhe com profundeza e sentimento.
Ramón Indalecio Cardozo: (1877- 1943) mestre e propulsor de um novo sistema educativo, em onde os meninos fossem formados num ambiente reinado pela verdade. Animador também da chamada Escola Nova. Entre 1921 e 1934, e como reconhecimento a seu sacrifício e trabalho em pos do ensino em seu natal Vila Rica, ocupa a Presidência do Conselho Nacional de Educação e a Direcção General de Escolas
Efraím Cardozo: (1909 - 1973) reconhecido como o historiador paraguaio mais fecundo e sistémico. Jornalista, escritor, professor, político. Representou ao Paraguai em momentos finques de sua história, como a assinatura do tratado definitivo de Paz e Limites com Bolívia. Publicou numerosos livros sobre a história paraguaia.